# Колонна (район)

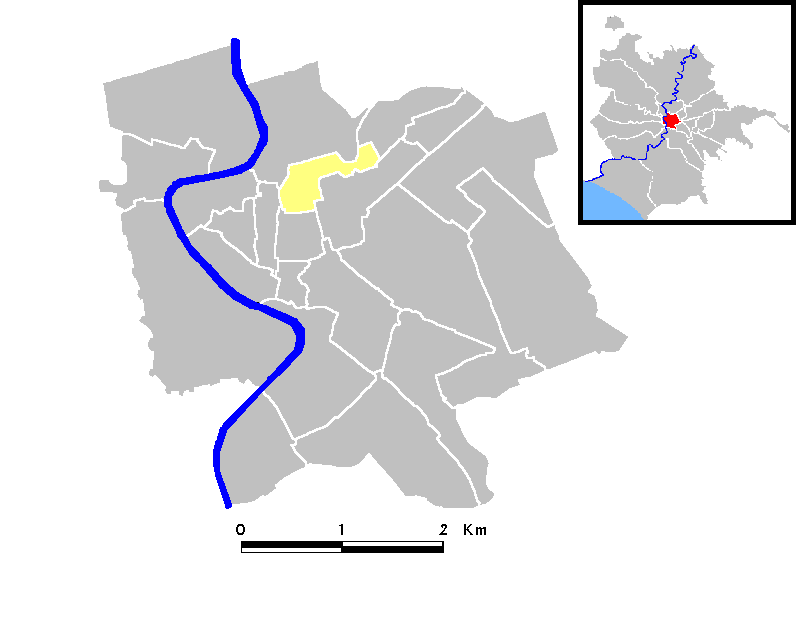
Район Колонна на карте Рима

Колонна (итал. Colonna) — третий (R. III) район Рима. Назван в честь колонны Марка Аврелия, воздвигнутой в память о Маркоманской войне Марка Аврелия и расположенной на одноимённой площади. Гербом района является серебряная колонна на красном фоне. До района можно добраться со станции метро «Барберини — Фонтана-ди-Треви» линии А Римского метрополитена.

## География

Герб района

Площадь района — 0,2689 км², число жителей — 2703 человек (2009), плотность населения — 10 052,06 чел./км². Район Колонна граничит с пятью районами Рима:
- Лудовизи: по via degli Artisti, via di Sant’Isidoro, via Veneto
- Треви: по площади Барберини, via del Tritone, largo Chigi, piazza Colonna, Виа дель Корсо
- Пинья: по via del Caravita, piazza sant’Ignazio, piazza San Macuto, via del Seminario
- Сант-Эустакио: по piazza della Rotonda, via del Pantheon, piazza e via della Maddalena
- Кампо-Марцио: по via di Campo Marzio

## Достопримечательности

### Церкви

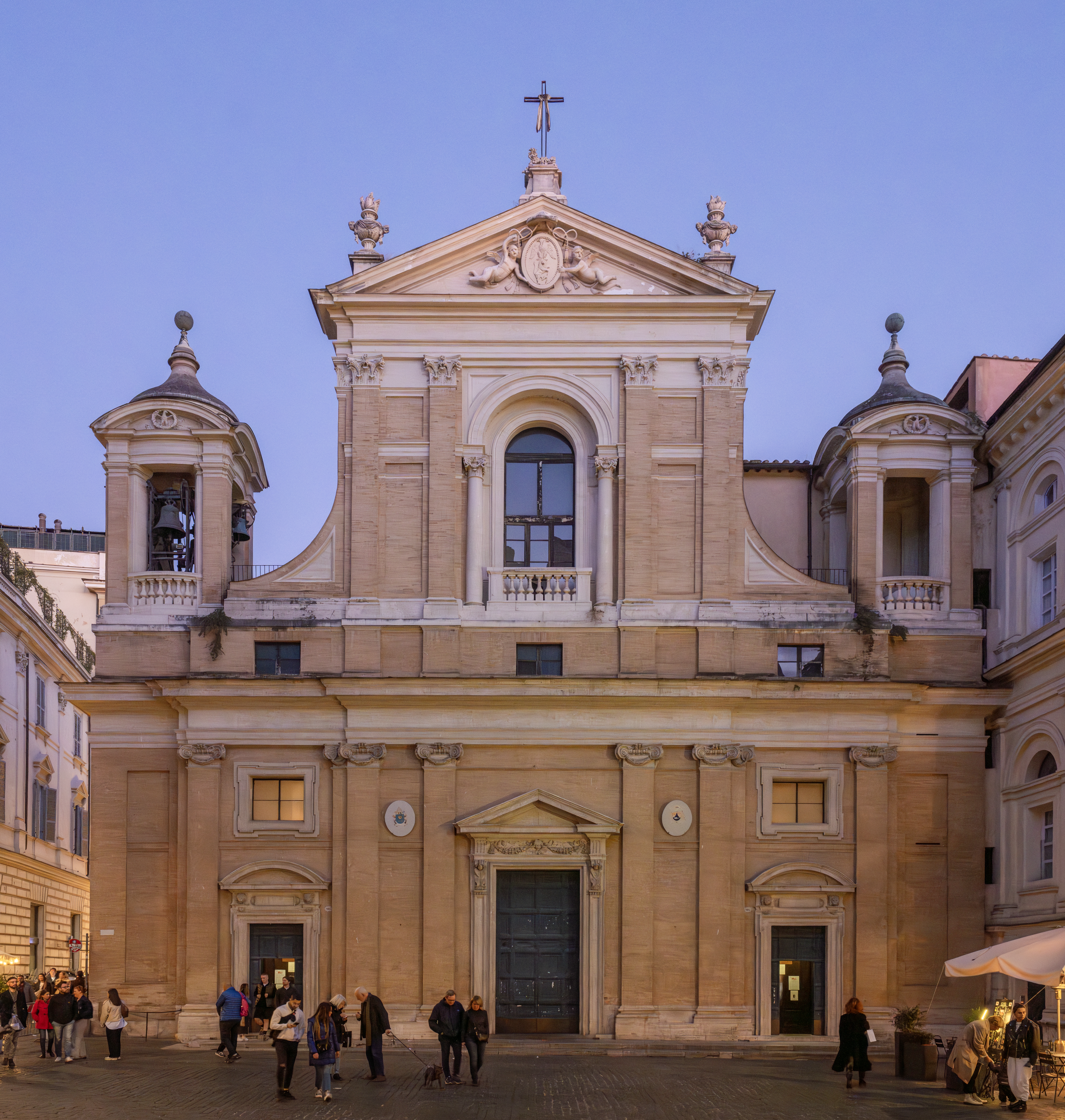
Санта-Мария-ин-Аквиро

- Сант-Андреа-делле-Фратте / Sant’Andrea delle Fratte
- Сан-Лоренцо-ин-Лучина / San Lorenzo in Lucina
- Santa Maria in Aquiro
- Santa Maria Maddalena
- San Macuto
- Santi Bartolomeo e Alessandro dei Bergamaschi
- Сан-Сильвестро-ин-Капите / San Silvestro in Capite
- San Giuseppe a Capo le Case
- Santi Ildefonso e Tommaso da Villanova
- Santa Maria d’Itria
- Re Magi
- Santissima Trinità della Missione (разрушена)
- Sant’Andrea della Colonna (разрушена)

### Дворцы
- Палаццо Киджи / Palazzo Chigi
- Palazzo Gabrielli-Borromeo

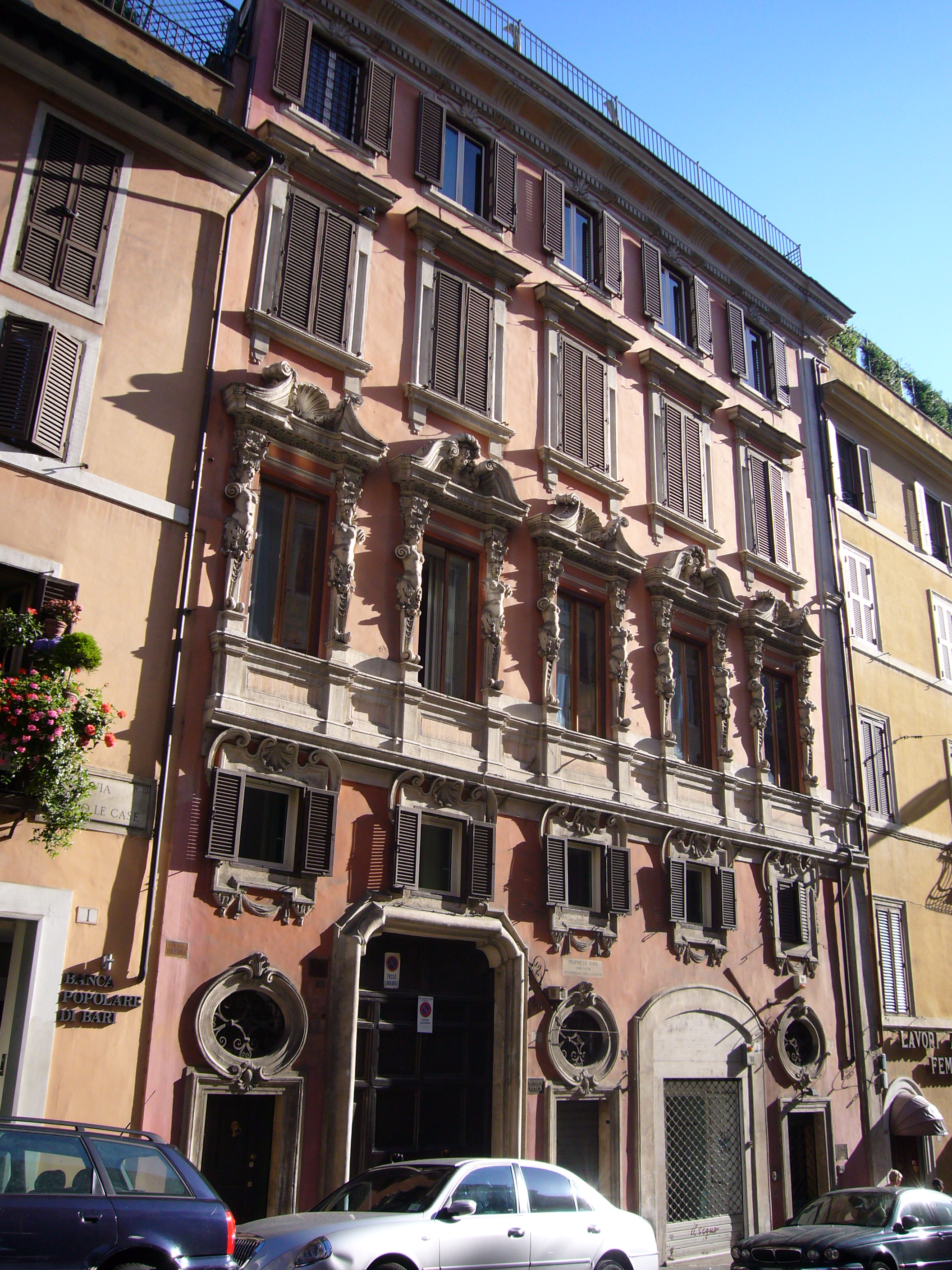
Палаццо Тони

- Палаццо Монтечиторио / Palazzo Montecitorio
- Palazzo Wedekind
- Casa Vaca
- Palazzo Toni
- Tempio di Adriano
- Галерея Альберто Сорди / Galleria Alberto Sordi
- Palazzo Capranica

### Площади
- Площадь Колонны / Piazza Colonna
- Площадь Ротонды / Piazza della Rotonda
- Пьяцца-ди-Монте-Читорио / Piazza di Monte Citorio
- Площадь Парламента / Piazza del Parlamento

### Улицы
- Via dei Due Macelli
- Виа дель Корсо / Via del Corso
- Via del Nazareno
- Via della Vite
- Via Frattina
- Via Sistina
- Via Capo le Case

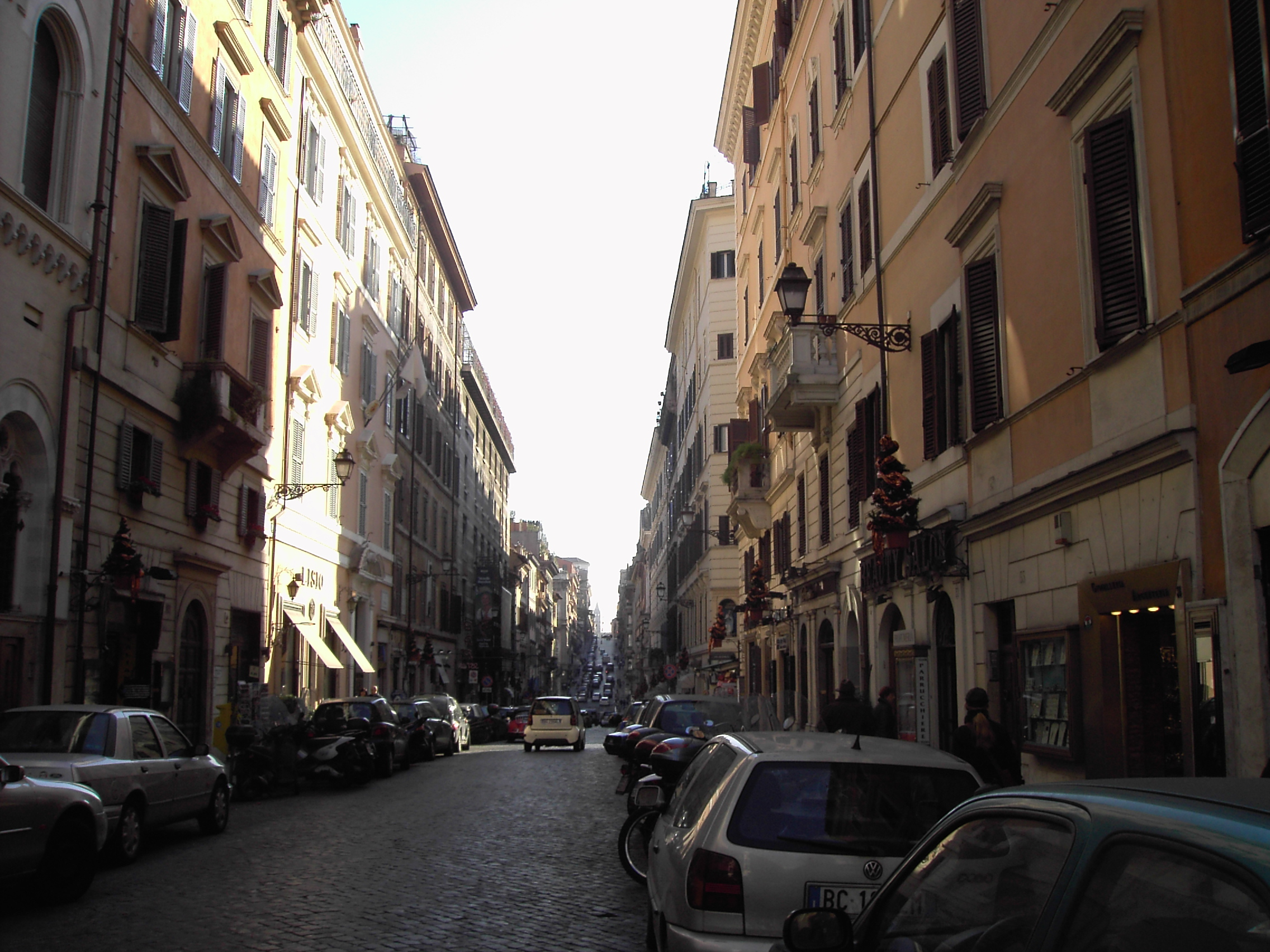
Виа Систина

- Виа Витторио-Венето / Via Vittorio Veneto

### Другое
- Фонтан Тритона